# 순비기나무속
순비기나무속은 꿀풀과의 총칭이다. 약 250개의 품종이 있다.

## 특징
순비기나무속은 높이가 1~35m인 관목과 나무의 속이다. 일부 품종에는 특유의 주름이 있는 흰색 껍질이 있다. 잎은 맞은편에 있으며 보통은 화합물이다. 열매는 핵과이다.

## 하위 종

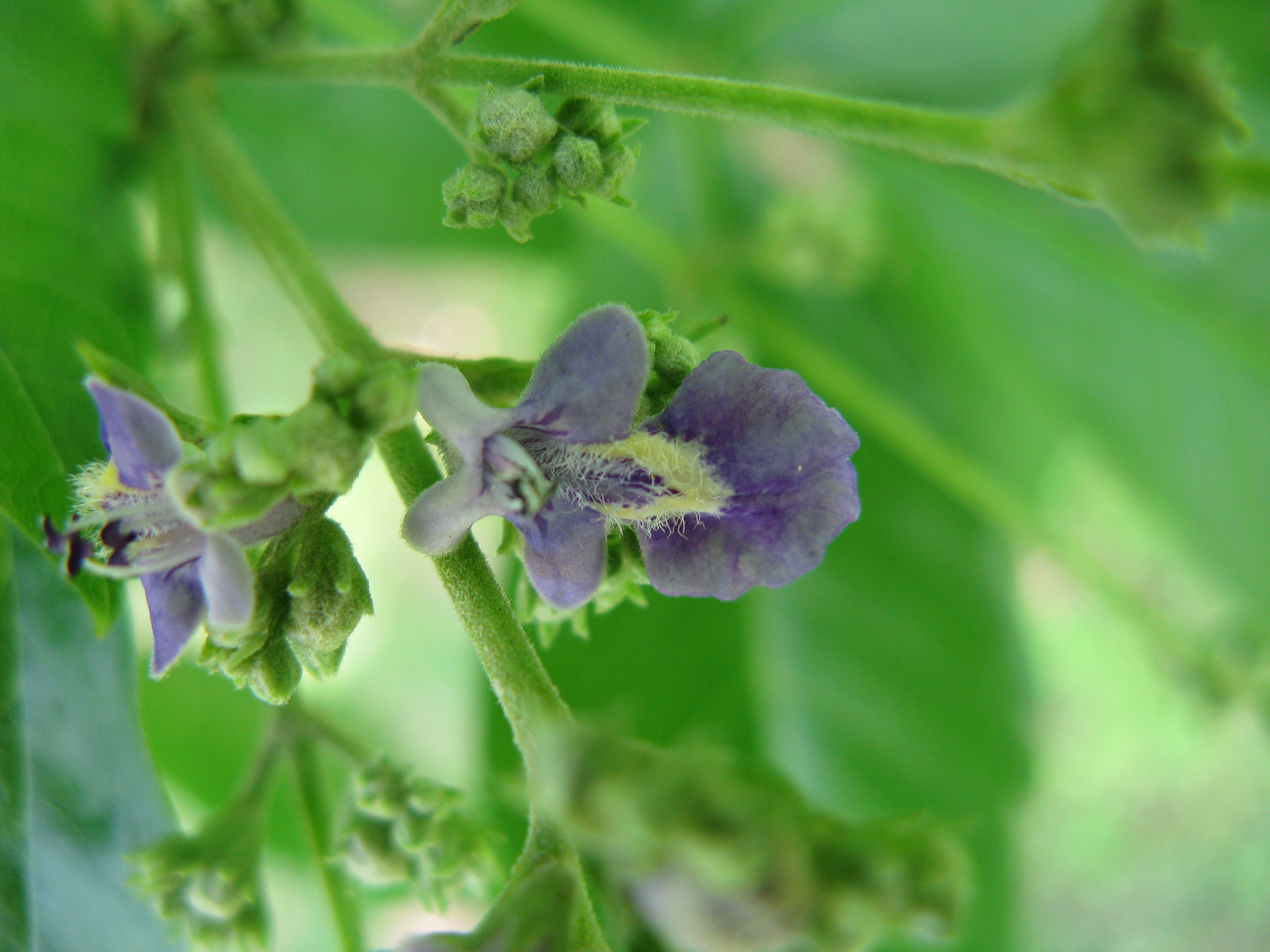

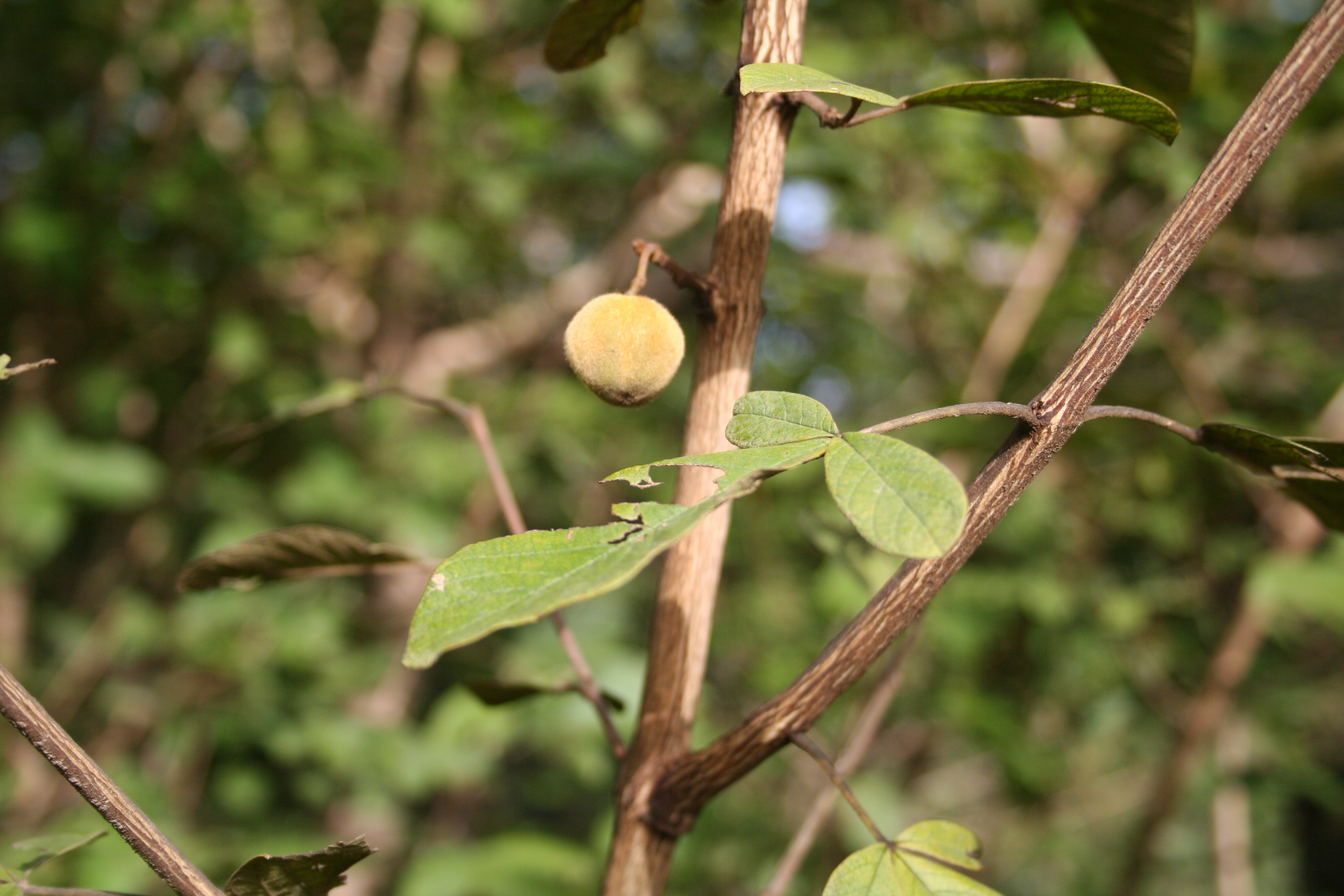

- 순비기나무